# Киргистан на Светском првенству у атлетици у дворани 2014.
Киргистан је учествовао на Светском првенству у атлетици у дворани 2014. одржаном у Сопоту од 7. до 9. марта дванаести пут, односно учествовао је под данашњим именом на свим првенствима од 1993. до данас. Репрезентацију Киргистана представљао је један атлетичар, који се такмичио у трци на 800 метара.,
На овом првенству Киргистан није освојио ниједну медаљу али је остварен лични рекорд.

## Учесници
Мушкарци:
- Тенирберди Сујунбајев — 800 м

## Резултати

### Мушкарци
| Атлетичар             | Дисциплина | Лични рекорд | Квалификација | Квалификација | Финале               | Финале       | Детаљи |
| Атлетичар             | Дисциплина | Лични рекорд | Резултат      | Место         | Резултат             | Место        | Детаљи |
| --------------------- | ---------- | ------------ | ------------- | ------------- | -------------------- | ------------ | ------ |
| Тенирберди Сујунбајев | 800 м      |              | 2:00,51 ЛР    | 6. у гр. 1    | Није се квалификовао | 17 / 17 (19) |        |